# Serpocaulon fraxinifolium
Serpocaulon fraxinifolium är en stensöteväxtart som först beskrevs av Nicolaus Joseph von Jacquin och som fick sitt nu gällande namn av Alan Reid Smith.
Serpocaulon fraxinifolium ingår i släktet Serpocaulon och familjen Polypodiaceae. Inga underarter finns listade i Catalogue of Life.